# Valtteri Filppula
Valtteri Filppula (20 de março de 1984) é um jogador de hóquei no gelo finlandês. Ele atua no Genève - Servette HC da Liga Nacional (NL).
Filppula venceu a Stanley Cup com o Detroit Red Wings em 2008. Ele já jogou com os Red Wings, Tampa Bay Lightning, Philadelphia Flyers e New York Islanders. Ele começou sua carreira no hóquei com a organização Jokerit e garantiu seu lugar na equipe SM-liiga na temporada 2003-04 como atacante ofensivo. Nos Jogos Olímpicos de Inverno de 2022 em Pequim, conquistou a medalha de ouro no torneio masculino.